# Movie 43
Movie 43 är en amerikansk komedifilm från 2013 som består av 14 kortfilmer.
Filmen består av ett antal sammankopplade kortfilmer som följer en före detta producent som tar del i vansinniga repliker med några av de största stjärnorna i Hollywood.
Budgeten var på $6 miljoner. Intäkterna blev $29,926,388.

## Roller
The Pitch
- Dennis Quaid – Charlie Wessler
- Greg Kinnear – Griffin Schraeder
- Common – Bob Mone
- Charlie Saxton – Jay
- Will Sasso – Jerry
- Odessa Rae – Danita
- Seth MacFarlane – sig själv
- Mike Meldman – sig själv

The Thread
- Mark L. Young – Calvin Cutler
- Adam Cagley – J.J.
- Devin Eash – Baxter Cutler
- Fisher Stevens – Vrankovich/Minotaur
- Tim Chou – Chinese Gangster #1
- James Hsu – Chinese Gangster #2
- Nate Hartley – Stevie Schraeder
- Liz Carey – Sitara
- Beth Littleford – Mrs. Cutler

The Catch
- Hugh Jackman – Davis
- Kate Winslet – Beth
- Roy Jenkins – Ray
- Rocky Russo – Waiter Jake
- Anna Madigan – Abby
- Julie Claire – Pam
- Katie Finneran – Angie

Homeschooled
- Alex Cranmer – Sean
- Julie Ann Emery – Clare
- Naomi Watts – Samantha Miller
- Liev Schreiber – Robert Miller
- Jeremy Allen White – Kevin Miller

The Proposition
- Anna Faris – Julie (aka Vanessa)
- Chris Pratt – Doug (aka J–on)
- J. B. Smoove – Larry
- Jarrad Paul – Bill
- Maria Arcé – Christine
- Aaron LaPlante – Friend

Veronica
- Kieran Culkin – Neil
- Emma Stone – Veronica
- Arthur French – Old Man
- Brooke Davis – Tall Lady
- Josh Shuman – Short Man

Super Hero Speed Dating
- Justin Long – Robin
- Katrina Bowden – Woman
- Jason Sudeikis – Batman
- Uma Thurman – Lois Lane
- Bobby Cannavale – Superman
- Kristen Bell – Supergirl
- John Hodgman – The Penguin
- Leslie Bibb – Wonder Woman
- Will Carlough – Riddler

iBabe
- Cathy Cliften – iBabe #1
- Cherina Monteniques Scott – iBabe #2
- Zach Lasry – Boy
- Richard Gere – Boss
- Kate Bosworth – Arlene
- Jack McBrayer – Brian
- Aasif Mandvi – Robert
- Darby Lynn Totten – Woman
- Marc Ambrose – Chappy

Middleschool Date
- Jimmy Bennett – Nathan
- Chloë Grace Moretz – Amanda
- Christopher Mintz-Plasse – Mikey
- Patrick Warburton – Steve (Nathan and Mikey's Dad)
- Matt Walsh – Amanda's Dad

Happy Birthday
- Seann William Scott – Brian
- Johnny Knoxville – Pete
- Gerard Butler – Leprechaun #1/Leprechaun #2
- Esti Ginzburg – Storybook Fairy

Truth or Dare
- Halle Berry – Emily
- Stephen Merchant – Donald
- Sayed Badreya – Large Man
- Snooki – sig själv
- Caryl West – Waitress
- Ricki Noel Lander – Nurse Elizabeth
- Paloma Felisberto – Bachelorette Party Girl
- Jasper Grey – Patron
- Benny Harris – Blanco the bartender
- Zen Gesner – Stripper

Victory's Glory
- Terrence Howard – Coach Jackson
- Aaron Jennings – Anthony
- Corey Brewer – Wallace
- Jared Dudley – Moses
- Larry Sanders – Bishop
- Jay Ellis – Lucious
- Brian Flaccus – White Guy #1
- Brett Davern – White Guy #2
- Evan Dumouchel – White Guy #3
- Sean Rosales – White Guy #4
- Logan Holladay – White Guy #5
- Mandy Kowalski – Cheerleader
- Eric Stuart – Narrator

Beezel
- Elizabeth Banks – Amy
- Josh Duhamel – Anson
- Emily Alyn Lind – Birthday Girl
- Michelle Gunn – Mommy
- Christina Linhardt – Party Clown

Find Our Daughter
- Julianne Moore – Maude
- Tony Shalhoub – George
- Bob Odenkirk – P.I.